# Alice Springs
Alice Springs és una ciutat d'Austràlia de 24.640 d'habitants situada en el Territori del Nord. Alice Springs és al mig del semidesert, aproximadament en el centre del continent australià. La ciutat és coneguda perquè a prop hi ha l'Uluru, l'enorme roca sagrada dels aborígens australians. Per aquest motiu ha esdevingut un centre turístic des d'on s'organitzen excursions cap aquest indret. També és una de les parades destacades del conegut The Ghan, el tren de llarg recorregut que travessa Austràlia de cap a cap des d'Adelaida fins a Darwin. 